# Ericsson Nikola Tesla
Ericsson Nikola Tesla est une entreprise croate faisant partie du CROBEX, le principal indice boursier de la bourse de Zagreb. L'entreprise, filiale de l'entreprise suédoise Ericsson, est un des principaux opérateurs de services de télécommunications du pays.

## Historique
Elle a été fondée en 1949 à Zagreb.